# 塞里尼亚 (巴西)
塞里尼亚是巴西巴伊亚州的一个市镇。总面积568.405平方公里，总人口73859人，人口密度129.9人/平方公里。